# Selva Alemán
Selva Carmen Giorno  (Buenos Aires, 30 de abril de 1944-Buenos Aires, 3 de septiembre de 2024) conocida por su nombre artístico Selva Alemán, fue una actriz argentina de teatro, cine y televisión.

## Biografía
Hija de Adolfo Juan Giorno (o de Roberto Denegri) y de la actriz Carmen Vallejo, tomó su apellido artístico de su padrastro, el músico Oscar Alemán. Llevó una larga trayectoria como actriz de televisión, teatro y cine desde comienzos de los años sesenta.
En 1959 participó del programa Historia de jóvenes que, dirigido por David Stivel, se transmitía por Canal 7.
Ha protagonizado los siguientes films: Pimienta, Aconcagua (rescate heroico), El grito de Celina, La isla, Asesinato en el Senado de la Nación, Contar hasta diez, Mamá querida, Guerreros y cautivas, Cuatro caras para Victoria y Algún lugar en ninguna parte, entre otros.
Ha participado, entre otros, en los programas, telenovelas, series, especiales y unitarios, enumerados a continuación: Señoritas alumnas, Su comedia favorita, Identidad junto a Raúl Taibo y Fernanda Mistral, Lo mejor de nuestra vida: nuestros hijos, Alta Comedia, Duro como la roca, frágil como el cristal, Los especiales de ATC, Compromiso, Situación límite, Hombres de ley, La bonita página, Atreverse, Amores, Fiscales, Tiempo final, Bocetos alrededor de Chéjov, Hombres de honor, Malparida, Televisión por la inclusión, Historias de corazón y Pequeña Victoria.
En teatro se destacó, entre otras, en las obras Cartas de amor, de A.R. Gurney, El precio, de Arthur Miller, ¿Quién le teme a Virginia Woolf?, de Edward Albee en dos ocasiones y con diferentes personajes, Madres e hijos, de Terrence McNally, Picnic de William Inge, Las troyanas, de Eurípides, Doña Disparate y Bambuco, de María Elena Walsh, Cristales rotos, de Arthur Miller y Una cierta piedad, de Neil LaBute.
Para el ciclo Teatrísimo, llevado a cabo anualmente a beneficio de la Casa del Teatro, realizó, entre otras, las siguientes obras en formato de teatro leído: Viaje de un largo día hacia la noche, de Eugene O'Neill, Sonata de otoño, de Ingmar Bergman, El zoo de cristal, de Tennessee Williams, El león en invierno, de James Goldman, Tres hermanas, de Anton Chéjov, Danza de verano, de Brian Friel y El tiempo y los Conway, de J.B. Priestley.
Entre otros premios, fue ganadora del premio Talía (1963), de los premios Martín Fierro (1963, 1998, 2002 y 2010), del premio Cronistas Teatrales (1964), premio Florencio Sánchez (2007 y 2008), premios FundTv, Senado de la Nación y Asociación Argentina de Actores a la trayectoria (2010), Diploma al Mérito y premio Konex de Platino (ambos en 2011), y premio ACE (2007 y 2015, incluyendo ACE de Oro).
Estaba casada con el actor Arturo Puig.
El 3 de septiembre de 2024, a los 80 años, falleció de un infarto en la Clínica Zabala de la ciudad de Buenos Aires.

## Filmografía

### Cine
| Año  | Título                              | Personaje  | Notas     |
| ---- | ----------------------------------- | ---------- | --------- |
| 1962 | El bruto                            | Mercedes   |           |
| 1964 | Aconcagua (rescate heroico)         | Angela     |           |
| 1966 | Pimienta                            | Lita       |           |
| 1966 | Los vecinos                         | Silvia     | Telefilme |
| 1971 | Sebastián y su amigo el artista     | Marga      | Telefilme |
| 1976 | El grito de Celina                  | Celina     |           |
| 1979 | La isla                             | Marta      |           |
| 1984 | Asesinato en el Senado de la Nación | Elvira     |           |
| 1985 | Contar hasta diez                   | Laura      |           |
| 1986 | Los insomnes                        | Blanca     |           |
| 1987 | Los dueños del silencio             | Miriam     |           |
| 1988 | Mamá querida                        | Marta      |           |
| 1989 | Después del último tren             | Mercedes   |           |
| 1989 | Misión comando                      | Juana      |           |
| 1992 | Cuatro caras para Victoria          | Beatriz    |           |
| 1994 | Guerreros y cautivas                | La maestra |           |
| 2009 | Algún lugar en ninguna parte        | Mara       |           |
| 2012 | El tabarís: lleno de estrellas      | Eva        | Telefilme |
| 2017 | Corte final                         | Susana     |           |
| 2023 | Objetos                             | Emmeline   |           |

### Televisión
| Año       | Título                                     | Personaje                                   |
| --------- | ------------------------------------------ | ------------------------------------------- |
| 1958      | El decreto                                 |                                             |
| 1959      | Historia de jóvenes                        |                                             |
| 1960      | Doctores y Doctoras                        | Carla                                       |
| 1961      | Arsenio Lupin                              | Elisa                                       |
| 1962      | Teleteatro odol                            | Norma                                       |
| 1962      | Señoritas alumnas                          | Carolina                                    |
| 1963      | Yo soy porteño                             | Varios personajes                           |
| 1963      | Puente de cristal                          | Blanca                                      |
| 1964      | El gran maestro                            | Soledad                                     |
| 1965      | Su comedia favorita                        | Varios personajes                           |
| 1965      | Las chicas                                 | Eva                                         |
| 1965      | Rebelión escolar                           | Lorena Aguilera                             |
| 1967      | Hombres y mujeres de bronce                | Luisa                                       |
| 1967      | Lo mejor de nuestra vida... nuestros hijos | Laura                                       |
| 1968      | Cadenas de dolor                           | Cecilia Vízcano                             |
| 1969      | Nuestra galleguita                         | Norma                                       |
| 1969      | Mujercitas                                 | Victoria Villagran                          |
| 1970      | El principio y el fin                      | Paula Menéndez                              |
| 1970      | Cuartos en alquiler                        | Kathie                                      |
| 1970      | El retrato de Dorian Gray                  | Lucina                                      |
| 1971      | Gabriela                                   | Gabriela Guzmán                             |
| 1972      | Puente de amor                             | Paula / Amelia                              |
| 1973      | Dulce Ivana                                | Giovanna Neira                              |
| 1974      | Fernanda, Martín y nadie más...            | Fernanda                                    |
| 1974      | Todos nosotros                             | Erika                                       |
| 1974      | Presagio de amor                           | Ana Lucía Montesinos                        |
| 1975      | Juan del Sur                               | Verónica                                    |
| 1975      | Caminos del amor                           | Ángela Estrada                              |
| 1976      | La luz y la sombra                         | Lucía                                       |
| 1977      | Identidad                                  | Nora                                        |
| 1978      | Cita con la muerte                         | Valeria                                     |
| 1979      | Una escalera al cielo                      | Elena                                       |
| 1980      | Un ángel en la ciudad                      | Malena                                      |
| 1980      | Los especiales de ATC                      | Varios personajes                           |
| 1981      | Un amor en las sombras                     | Mónica Hernández                            |
| 1982      | Después del final                          | Cristina "Beba" Acevedo                     |
| 1982      | Las 24 horas: De las Malvinas              | Luciana                                     |
| 1982      | Un novio difícil                           | Julia                                       |
| 1983      | Compromiso                                 | Varios personajes                           |
| 1984      | Situación límite                           | Varios personajes                           |
| 1984      | Relaciones amargas                         | Sandra Borches                              |
| 1985      | Duro como la roca, frágil como el cristal  | Silvia Ramos                                |
| 1986      | Un mundo de muñecas                        | Graciela Galino                             |
| 1988      | Los porteños                               | Janía                                       |
| 1989      | Por amor al arte                           | Nina Guerrico                               |
| 1990      | Atreverse                                  | Lucía / Adela / Laura                       |
| 1990      | La bonita página                           | Selva                                       |
| 1991      | Alta comedia                               | Varios personajes                           |
| 1992      | Amores                                     | Ana                                         |
| 1993      | Diosas y reinas                            | Margarita                                   |
| 1996      | Al final de la verdad                      | Delia Ramírez                               |
| 1998      | Fiscales                                   | Silvia Rosales                              |
| 2002      | Tiempo final                               | Irene "Ep: La bigamia"                      |
| 2005      | Hombres de honor                           | Carmela Catalano                            |
| 2007-2008 | Lalola                                     | Gina Calori                                 |
| 2008      | Algo habrán hecho                          | Voz en off                                  |
| 2009      | Variaciones                                | Elena "Ep: Madre"                           |
| 2010      | Malparida                                  | Gracia Herrera                              |
| 2011      | Televisión por la inclusión                | Marta "Ep: Esa gente"                       |
| 2013      | Historias de corazón                       | Rita "Ep: Solas, desesperadas y en carrera" |
| 2019      | Pequeña Victoria                           | Fabiana Sanz                                |
| 2022      | Dos 20                                     | Olga "Ep: Activamente"                      |

## Premios y nominaciones
| Año  | Premio                  | Categoría                                          | Programa                          | Resultado |
| ---- | ----------------------- | -------------------------------------------------- | --------------------------------- | --------- |
| 1998 | Premio Martín Fierro    | Actriz Protagonista en Drama                       | Fiscales                          | Ganadora  |
| 2002 | Premio Martín Fierro    | Participación Especial Femenina                    | Tiempo final                      | Ganadora  |
| 2005 | Premio Martín Fierro    | Actriz Protagonista de Novela                      | Hombres de honor                  | Nominada  |
| 2010 | Premio Martín Fierro    | Actriz Protagonista de Novela                      | Malparida                         | Ganadora  |
| 2011 | Premio Martín Fierro    | Actriz Protagonista de Unitario y/o Miniserie      | Televisión x la inclusión         | Nominada  |
| 2011 | Premio Konex de Platino | Actriz de Televisión de la década                  | Actriz de Televisión de la década | Ganadora  |
| 2015 | Premio ACE de Oro       | Actriz Protagonista en Drama y/o Comedia Dramática | Madres e hijos                    | Ganadora  |
| 2023 | Premio Martín Fierro    | Actriz Protagónica en Ficción                      | Dos 20                            | Nominada  |